# Козма (син на Лъв III Исавър)
Козма или Космо (на латински: Cosmo, Cosma) е син на император Лъв III Исавър и Мария.
Той е брат на император Константин V (718-775), Анна (705-772; съпруга на Артавазд) и Ирина.
Козма е роден в Константинопол.
В Книгата за церемониите („De Ceremoniis Aulæ records“) на император Константин VII пише, че Cosmo et Irene, sorores Caballini са погребани в църквата Свети Апостоли.